# Albert Rocas

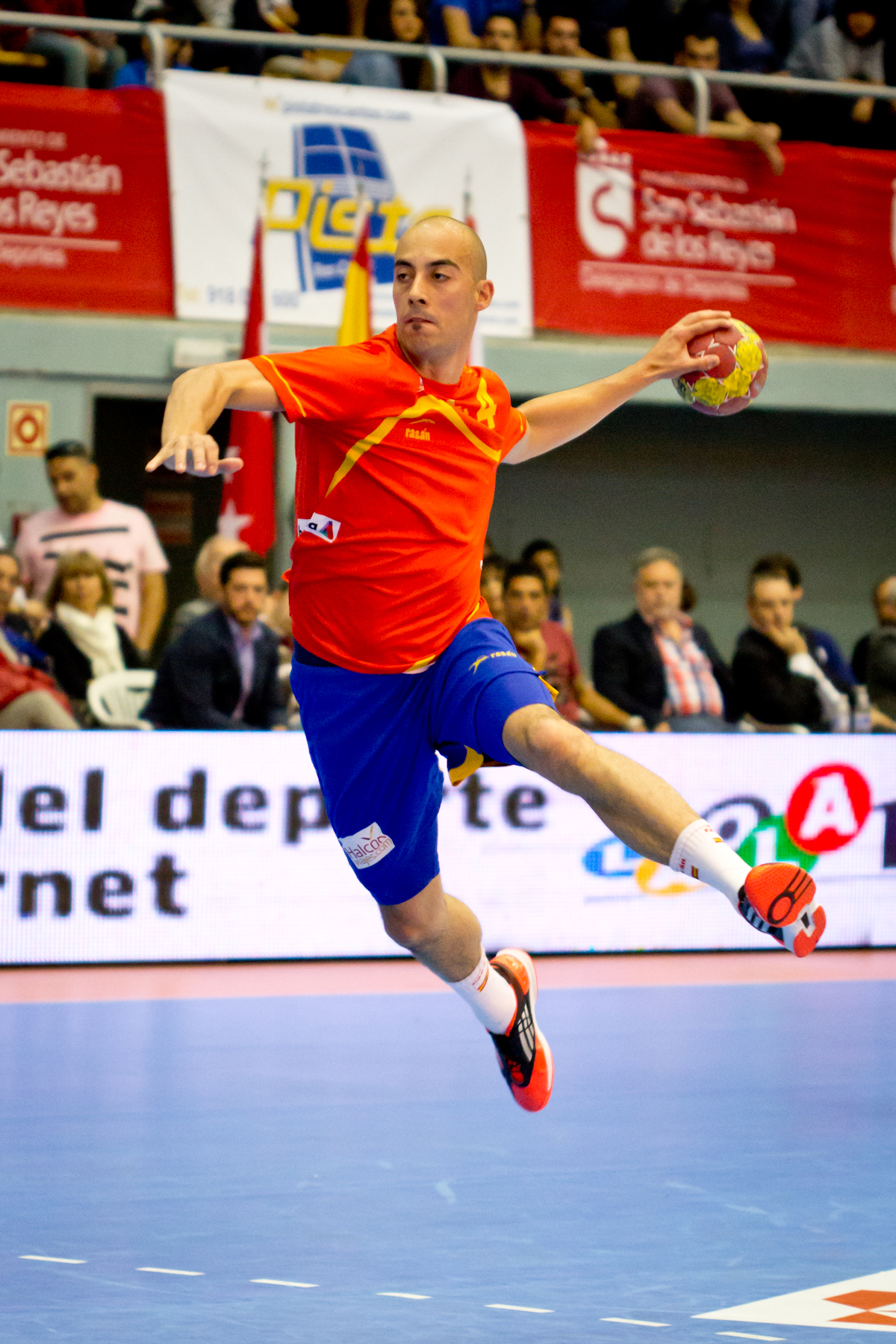
Albert Rocas, 2013.

Albert Rocas Comas, född 16 juni 1982 i Palafrugell, Katalonien, är en spansk tidigare handbollsspelare (högersexa). Han spelade 179 landskamper och gjorde 599 mål för Spaniens landslag, från 2003 till 2015. Han var bland annat med och vann VM-guld 2005, EM-silver 2006 och OS-brons 2008 i Peking.

## Klubbar
- BM Granollers (1997–2000)
- BM Valladolid (2000–2003)
- Portland San Antonio (2003–2007)
- FC Barcelona (2007–2013)
- KIF Kolding Köpenhamn (2013–2014)
- Naturhouse La Rioja (2014–2018)